# Maiores públicos do Sport Club Corinthians Paulista

## Maiores públicos do Corinthians
Exceto os jogos onde constam as informações dos públicos presente e pagante, todos os outros referem-se aos públicos pagantes.
1. Fluminense 1–1 Corinthians, 146.043, Campeonato Brasileiro, 5 de dezembro de 1976, Maracanã.
2. Corinthians 4–1 Flamengo, 123.435, C. Brasileiro, 6 de maio de 1984, Morumbi (115.002 pagantes).
3. Corinthians 0–1 Palmeiras, 120.902, C. Paulista, 22 de dezembro de 1974, Morumbi (120.522 pagantes).
4. Corinthians 1–1 Santos, 120.782, C. Paulista, 20 de março de 1977, Morumbi (116.881 pagantes).
5. Corinthians 2–1 Internacional, 120.700, C. Brasileiro, 21 de novembro de 1976, Morumbi (113.286 pagantes).
6. Corinthians 1–0 Santos, 120.000, C. Paulista, 26 de novembro de 1978, Morumbi.
7. Corinthians 2–3 São Paulo, 119.858, C. Paulista, 5 de dezembro de 1982, Morumbi (117.061 pagantes).
8. Corinthians 4–0 Santos, 119.665, C. Paulista, 29 de maio de 1977, Morumbi (117.676 pagantes).
9. Corinthians 0–0 São Paulo, 118.658, C. Paulista, 30 de agosto de 1987, Morumbi (109.464 pagantes).[1]
10. Fluminense 0–0 Corinthians, 118.370, Campeonato Brasileiro, 20 de maio de 1984, Maracanã.
11. Corinthians 1–1 Santos, 117.628, C. Paulista, 20 de agosto de 1978, Morumbi (111.103 pagantes).
12. Corinthians 0–1 Santos, 111.345, C. Paulista, 2 de dezembro de 1984, Morumbi (101.587 pagantes).
13. Corinthians 2–1 São Paulo, 110.066, C. Paulista, 2 de outubro de 1977, Morumbi (105.435 pagantes).
14. Corinthians 2–1 Santos, 108.990, C. Paulista, 11 de fevereiro de 1979, Morumbi (103.484 pagantes).[2]
15. Vasco 5–2 Corinthians, 107.474, Campeonato Brasileiro, 4 de maio de 1980, Maracanã (rodada dupla).
16. Corinthians 1–0 Santos, 106.677, C. Paulista, 10 de junho de 1979, Morumbi (100.269 pagantes).
17. Corinthians 0–0 São Paulo, 106.142, C. Paulista, 15 de dezembro de 1991, Morumbi.
18. Corinthians 0–4 Palmeiras, 104.401, C. Paulista, 12 de junho de 1993, Morumbi (99.929 pagantes, 3 a 0 no tempo normal; 1 a 0 na prorrogação).
19. Corinthians 1–0 Palmeiras, 102.939, C. Paulista, 31 de agosto de 1977, Morumbi (98.059 pagantes).
20. Corinthians 0–2 Palmeiras, 102.987, C. Paulista, 16 de abril de 1989, Morumbi (102.167 pagantes).[3]
21. Corinthians 0–3 São Paulo, 102.821, C. Paulista, 8 de dezembro de 1991, Morumbi.
22. Corinthians 1–0 Ponte Preta, 101.076, C. Paulista, 3 de fevereiro de 1980, Morumbi (96.441 pagantes).
23. Corinthians 1–0 São Paulo, 100.858, C. Brasileiro, 16 de dezembro de 1990, Morumbi (100.116 pagantes).
24. Corinthians 0–0 Palmeiras, 99.967, C. Paulista, 18 de fevereiro de 1979, Morumbi (94.852 pagantes).
25. Corinthians 2–0 Ponte Preta, 99.419, C. Paulista, 10 de fevereiro de 1980, Morumbi (90.578 pagantes).
26. Flamengo 2–0 Corinthians, 98.656, Campeonato Brasileiro, 29 de abril de 1984, Maracanã.
27. Corinthians 0–0 Guarani, 98.197, C. Paulista, 14 de junho de 1979, Morumbi (92.454 pagantes).
28. Corinthians 3–0 Palmeiras, 97.927, C. Paulista, 12 de novembro de 1978, Morumbi (94.872 pagantes).
29. Corinthians 0–0 Palmeiras, 97.321, C. Paulista, 8 de maio de 1977, Morumbi (91.795 pagantes).
30. Corinthians 0–2 Palmeiras, 97.179, C. Paulista, 20 de maio de 1979, Morumbi (91.193 pagantes).
31. Corinthians 3–3 São Paulo, 96.532, C. Paulista, 9 de agosto de 1987, Morumbi.
32. Corinthians 1–1 Palmeiras, 95.871, C. Paulista, 4 de dezembro de 1983, Morumbi (91.461 pagantes).
33. Corinthians 1–0 Palmeiras, 95.784, C. Paulista, 8 de dezembro de 1983, Morumbi.
34. Corinthians 0–1 Palmeiras, 95.759, C. Paulista, 24 de agosto de 1986, Morumbi.
35. Corinthians 1–2 São Paulo, 95.493, C. Paulista, 26 de agosto de 1987, Morumbi.
36. Corinthians 0–2 Fluminense, 95.392, C. Brasileiro, 13 de maio de 1984, Morumbi (90.560 pagantes).
37. Corinthians 1–1 Internacional, 94.599, Libertadores, 3 de abril de 1977, Morumbi (88.974 pagantes).
38. Corinthians 1–0 Palmeiras, 93.736, C. Paulista, 6 de junho de 1993, Morumbi.
39. Corinthians 1–0 Ponte Preta, 93.573, C. Paulista, 13 de outubro de 1977, Morumbi (86.677 pagantes).
40. Corinthians 0–3 Palmeiras, 92.982, C. Paulista, 27 de agosto de 1986, Morumbi.
41. Corinthians 1–1 Flamengo, 91.811, C. Brasileiro, 27 de fevereiro de 1982, Morumbi.
42. Corinthians 0–0 Palmeiras, 91.293, C. Brasileiro, 7 de novembro de 1976, Morumbi (86.013 pagantes).
43. Flamengo 5–1 Corinthians, 91.120, C. Brasileiro, 17 de abril de 1983, Maracanã.
44. Corinthians 3–0 Palmeiras, 90.357, C. Paulista, 2 de maio de 1993, Morumbi (89.326 pagantes).
45. Corinthians 1–1 Santos, 90.214, C. Brasileiro, 29 de janeiro de 1978, Morumbi (85.372 pagantes).
46. Corinthians 1–1 São Paulo, 90.182, C. Paulista, 14 de dezembro de 1983, Morumbi (88.085 pagantes).
47. Corinthians 1–1 Palmeiras, 90.000, C. Paulista, 27 de janeiro de 1980, Morumbi (87.185 pagantes).

## Maiores públicos por adversário
1. Corinthians versus Palmeiras: 16.
2. Corinthians versus São Paulo: 9.
3. Corinthians versus Santos: 8.
4. Corinthians versus Ponte Preta: 4
5. Corinthians versus Flamengo: 4.
6. Corinthians versus Fluminense: 3.
7. Corinthians versus Internacional: 2.
8. Corinthians versus Guarani: 1.
9. Corinthians versus Vasco: 1.

## Contra adversários do G-12 não citados acima
Exceto os jogos onde constam as informações dos públicos presente e pagante, todos os outros referem-se aos públicos pagantes, jogos em São Paulo.
1. Corinthians 1–3 Grêmio, 80.000, 17 de junho de 2001, Morumbi, Copa do Brasil.
2. Corinthians 0–0 Vasco, 75.379, 12 de fevereiro de 1978, Morumbi, Campeonato Brasileiro (71.564 pagantes).[5]
3. Corinthians 2–1 Botafogo, 62.030, 28 de maio de 2008, Morumbi, Copa do Brasil (61.752 pagantes).
4. Corinthians 2–0 Cruzeiro, 59.000, 23 de dezembro de 1998, Morumbi, Campeonato Brasileiro.[6]
5. Corinthians 2–0 Atlético, 57.000, 19 de dezembro de 1999, Morumbi, Campeonato Brasileiro.[7]

Corinthians 0–0 Atlético, 57.000, 22 de dezembro de 1999, Morumbi, Campeonato Brasileiro.

## NaArena Corinthians
Os cinco maiores públicos pagantes
| Público | Competição       | Partida                     | Data                   |
| ------- | ---------------- | --------------------------- | ---------------------- |
| 46 090  | Brasileirão 2017 | Corinthians 3–2 Palmeiras   | 5 de novembro de 2017  |
| 46 017  | Paulistão 2017   | Corinthians 1–1 Ponte Preta | 7 de maio de 2017      |
| 45 775  | Brasileirão 2017 | Corinthians 3–1 Fluminense  | 15 de novembro de 2017 |
| 44 976  | Brasileirão 2015 | Corinthians 6–1 São Paulo   | 22 de novembro de 2015 |
| 44 682  | Brasileirão 2017 | Corinthians 1–1 Flamengo    | 30 de julho de 2017    |

## Maiores públicos da EraPacaembu(1940/1969)
1. Corinthians 1–3 Palmeiras, 71.549, 20 de julho de 1947 (59.539 pagantes).
2. Corinthians 3–3 São Paulo, 70.281, 24 de maio de 1942 (63.281 pagantes).
3. Corinthians 1–0 Palmeiras, 65.243, 13 de abril de 1960.
4. Corinthians 3–0 Palmeiras, 64.726, 24 de março de 1959.
5. Corinthians 1–1 São Paulo, 64.233, 20 de outubro de 1956.
6. Corinthians 0–2 Santos, 62.851, 3 de março de 1963.
7. Corinthians 3–3 Palmeiras, 62.584, 3 de abril de 1961.
8. Corinthians 1–1 Palmeiras, 62.514, 13 de setembro de 1961.
9. Corinthians 3–0 Palmeiras, 61.726, 24 de março de 1951.
10. Corinthians 1–2 Palestra Itália (Palmeiras), 60.000, 5 de maio de 1940.